# Gare de Léningrad
La gare de Léningrad (en russe : Ленингра́дский вокза́л, Leningradski vokzal), est la plus ancienne des neuf gares principales de Moscou. Elle se trouve sur la place Komsomolskaïa, dite place des Trois-Gares, du fait de sa proximité avec la gare de Iaroslavl et la gare de Kazan.

## Histoire
La gare est construite entre 1844 et 1851 par l'architecte Constantin Thon (également architecte du Kremlin et de la cathédrale du Christ-Sauveur de Moscou) comme terminus du chemin de fer de Moscou - Saint Pétersbourg, projet voulu par le tsar Nicolas Ier. À la mort de ce dernier cinq ans plus tard, elle prit le nom de Nikolaïevski vokzal, gare de Nicolas, en son honneur. Ce n'est qu'en 1924 que le gouvernement bolchevique la fit appeler Oktiabrski vokzal, gare d'Octobre, afin de commémorer la Révolution. Son nom actuel lui est donné en 1937, et fait référence au nom soviétique de l'actuelle Saint-Pétersbourg.
L'œuvre de Thon est une copie quasi-conforme de la "gare de Moscou", terminus pétersbourgeois de la ligne auquel elle fait écho, construit dans un style classique et italianisant.
La gare possède des salons aménagés pour la famille impériale, actuellement en rénovation ; dans l'un d'eux demeure un portrait en bronze de Nicolas Ier. Jusqu'à récemment, un buste de Lénine ornait l'entrée historique ; il a depuis été enlevé. Une chapelle est en construction à l'entrée de la gare, ainsi que 5000 mètres carrés supplémentaires et climatisés de salles d'attente et de guichets, devant le succès grandissant des lignes ferroviaires russes, au détriment de l'avion.

## Desserte
La gare dessert les villes situées au nord-ouest de la Russie, en particulier Saint-Pétersbourg, ainsi que Tver, Petrozavodsk et Mourmansk. Des liaisons internationales desservent Helsinki en Finlande et Tallinn en Estonie.
La gare est desservie par la station de métro Komsomolskaïa, sur la ligne 1 Sokolnitcheskaïa.